# Jordskælvet i Christchurch 2011
Jordskælvet i Christchurch 2011 var et jordskælv med momentmagnitude på 6,3, som indtraf i Canterbury-regionen på Sydøen i New Zealand kl. 12.51 lokal tid den 22. februar 2011 (kl. 23.51 21. februar 2011 UTC). Jordskælvets epicenter var 5 km under byen Lyttelton, og det medførte store ødelæggelser og flere dødsfald i nærliggende (10 km) Christchurch, New Zealands næststørste by med ca. 340.000 indbyggere.
Det var det største efterskælv efter jordskælvet i New Zealand 2010, men anses også for at være et separat jordskælv. Det havde mindre magnitude end det tidligere, men forårsagede mere skade, fordi epicentret var nærmere Christchurch og var tættere på overfladen. Epicenteret ved jordskælvet i 2010 lå 33  km under jorden, mens dette kun var 5 km under jorden. Desuden skete dette jordskælv ved frokosttid på en tirsdag, hvor det forrige skete tidligt om morgenen på en lørdag, og mange bygninger var i forvejen skadede af de tidligere skælv.
Jordskælvet forårsagede store materielle skader og kostede 185 mennesker livet.

## Skader
I Christchurch og dens omgivelser blev mange bygninger ødelagt eller beskadiget. De stærkeste ødelæggelser havde de murede bygninger, men også jernbetonkonstruktioner, som
Pyne Gould Guinness Building i bymidten blev totalt ødelagt. Byens vartegn Christ Church Cathedral fik store skader, kirketårnet styrtede ned og beskadigede dele af de øvrige bygninger. Der skete også store skader på historiske bygninger, som Canterbury Provincial Council Buildings og på den katolske Cathedral of the Blessed Sacrament.
Der skete også en del jordskred og i flere bydele forårsagede ødelagte vandrør oversvømmelser. På grund af revner og bygningsrester blev mange veje umulig at passere. Byens kommercielle fjernsynsstation, blev beskadiget og brændte derefter totalt ned. Der skete også andre steder i byen mange ildebrande.
Fra Tasman-Gletsjeren omkring 200 km fra skælvets epicenter faldt der få minutter efter jordskælvets udbrud et isstykke med en anslået masse på 30 millioner tons ned i søen for enden af gletsjeren og forårsagede en over 3 meter høj flodbølge.
På grund af ødelagte veje opstod der fordelingsproblemer på Sydøen og for at forhindre hamstring blev vigtige basisfødevarer fem dage efter jordskælvet frivilligt rationeret af supermarkedskæderne.
- De større brudlinier i New Zealand med den relative bevægelse af den australske plade og Stillehavspladen
- Sattelitfoto af Christchurch efter jordskælvet
- Jordskælvskadet gade i bydelen North New Brighton
- Christchurch 25. februar 2011
- Japanske redningsfolk i Christchurch den 24. februar